# 日產公園大道
日產公園大道（英語：Nissan Parkway）是位於美国密西西比州中部麥迪遜縣的一條短分隔車路。日產公園大道始於22號密西西比州州道，隨後向東行至與55號州際公路的交匯處，並與連接日產汽車裝配廠的道路交匯。日產公園大道繼續向東行，並終於其與51号美国国道與16號密西西比州州道的交匯處。日產公園大道於2001年獲提議興建，並於翌年動工興建22號密西西比州州道至55號州際公路段，然後再於2003年延長至現東端。

## 概述
日產公園大道全線為分隔車路，均位於麥迪遜縣境內。日產公園大道由密西西比州交通局全權負責養護。根據密西西比州交通局在2017年的數據，日產公園大道在日產道（Nissan Drive）以西的年平均每日交通流量達14,000車輛架次，而工業公園大道（Industrial Parkway）以東的年平均每日交通流量則僅4,300車輛架次。
日產公園大道始於坎顿以西南的22號密西西比州州道，向東南行，並於與舊積遜道（Old Jackson Road）的路口後折向東，路旁的樹木也消失。日產公園大道隨後於與連接醫療中心的道路路口後折向東北，再於與通往密西西比州立大学擴建校區的密西西比公園大道（Mississippi Parkway）的路口後折向東。日產公園大道隨後在苜蓿葉型交匯處與55號州際公路交匯，然後再與直接連結日產汽車裝配廠的日產道的北端交匯。日產公園大道隨後經過一個池塘，並上穿一條由加拿大國家鐵路擁有的鐵路。日產公園大道於少於1英里（1.6）的距離內終於其與51號美國國道與16號密西西比州州道的交匯處，沿路繼續直走可前往16號密西西比州州道與坎顿公園大道（Canton Parkway）。

## 歷史
日產汽車於2001年11月公佈在坎顿附近興建裝配廠的計劃，麥迪遜縣監事會（Madison County Board of Supervisors）與密西西比州交通局隨後發行總值0.2億美元的债券，並撥款0.65億美元用於興建道路、橋樑與交匯處。日產公園大道22號密西西比州州道至55號州際公路段的工程招標於2001年10月展開，隨後於另一期工程延長至51號美國國道。日產公園大道的興建工程與鄰近的日產道的興建工程一同於2001年12月展開。日產公園大道於2002年9月幾近完工，並於同年12月正式通車。日產公園大道55號州際公路至51號美國國道段於2003年完工，工程總造價達0.35億美元。日產汽車的裝配廠在2年興建工期與密西西比州议会注資3.63億美元後於2003年5月27日啓用。坎顿公園大道於2013年完工，將日產公園大道與51號美國國道與43號密西西比州州道相連結，而16號密西西比州州道亦改道55號州際公路與43號密西西比州州道之間的日產公園大道與坎顿公園大道。

## 主要交匯處
全線均位於麥迪遜縣境內。
| 地點                                       | 英里     | 公里     | 接點                                                   | 備註                                                             |
| ------------------------------------------ | -------- | -------- | ------------------------------------------------------ | ---------------------------------------------------------------- |
|                                            | 0.0      | 0.0      | 22號密西西比州州道－坎顿、佛洛拉                       | 西端                                                             |
| 坎顿                                       | 1.3– 1.9 | 2.1– 3.1 | 55號州際公路／16號密西西比州州道西行往格拉納達、杰克逊 | 苜蓿葉型交匯處：55號州際公路118A/B號出口；16號密西西比州州道西端 |
|                                            | 2.0      | 3.2      | 857號密西西比州州道南行往日產道（Nissan Drive）                    | 857號密西西比州州道北端                                          |
| 坎顿                                       | 2.9      | 4.7      | 51號美國國道：南自由街（South Liberty Street）－坎顿、格呂克施塔特         | 東端                                                             |
| 坎顿                                       | 2.9      | 4.7      | 16號密西西比州州道東行往坎顿公園大道（Canton Parkway）               | 沿路直走前往16號密西西比州州道                                   |
| 1.000英里＝1.609公里；1.000公里＝0.621英里 |          |          |                                                        |                                                                  |

## 外部連結
- 日產密西西比州坎頓分部 （页面存档备份，存于）